# Aeropuerto del Iberá
El Aeropuerto del Iberá (IATA: MDX - OACI: SATM) es un aeropuerto argentino ubicado a 4 km al suroeste del centro de la ciudad de  Mercedes, Provincia de Corrientes.

## Aerolíneas y destinos

### Aerolíneas y destinos cesados
- LAER (Buenos Aires-Aeroparque, Reconquista)